# Jaklapallisaurus
Jaklapallisaurus ("ještěr od města Jaklapalli") byl rod vývojově primitivního sauropodomorfního dinosaura ze skupiny prosauropodů (unaysauridů), který žil v období svrchního triasu (geologické věky nor až rét, asi před 210 až 202 miliony let) na území dnešní jihovýchodní Indie (stát Ándhrapradéš).

## Popis
Fosilie tohoto menšího dinosaura byly objeveny v sedimentech geologického souvrství Maleri. Ve stejných sedimentech byl objeven také další sauropodomorf rodu Nambalia, popsaný ve stejné popisné studii z roku 2011. Tento dinosaurus dosahoval délky asi 2,5 metru, byl tedy velmi malým sauropodomorfem. Při výšce hřbetu kolem 1,5 metru vážil tento dinosaurus zhruba 250 kilogramů.